# Tatravagónka

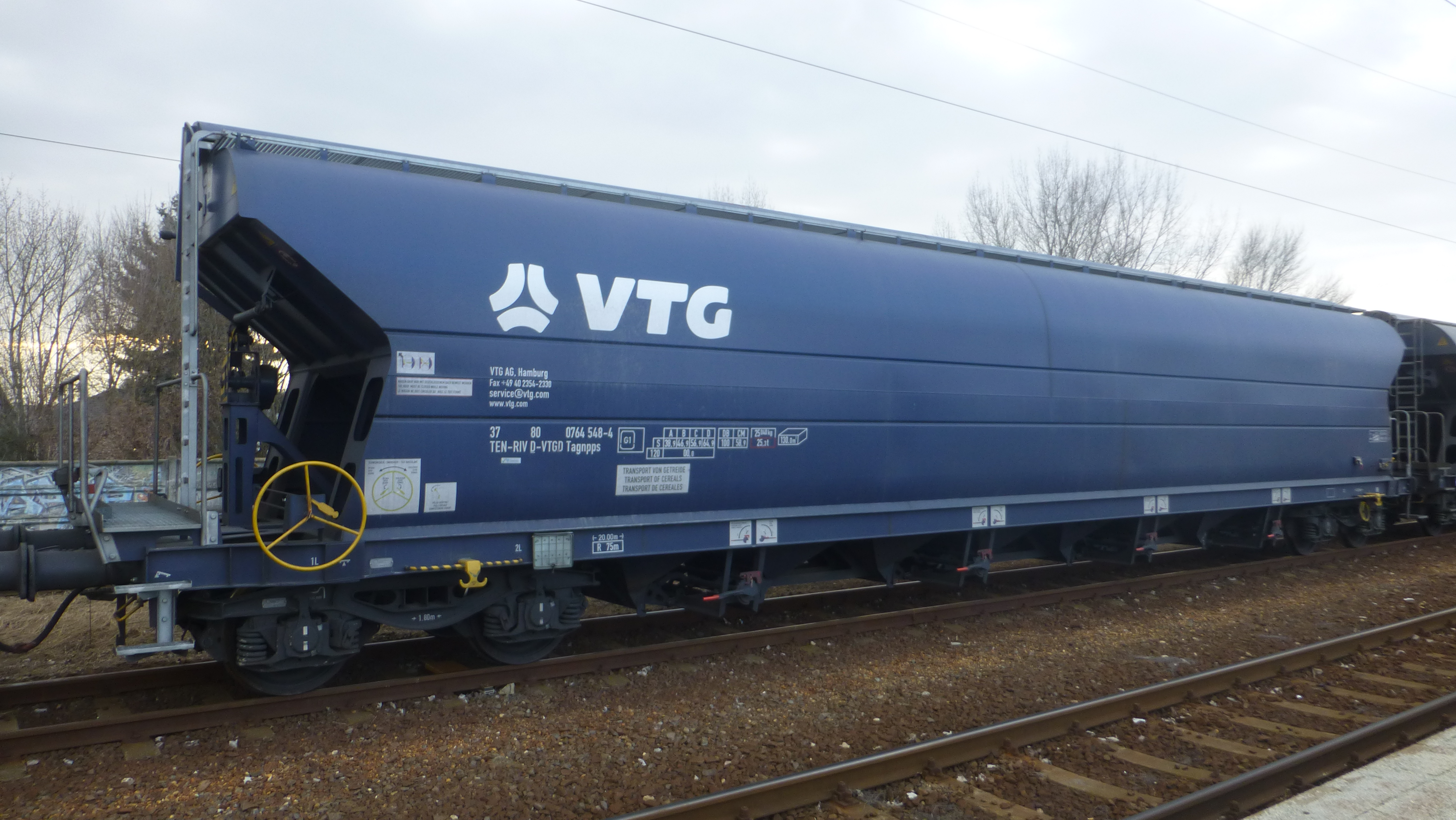
Vůz řady Tagnpps pro přepravu obilovin z produkce Tatravagónky

TATRAVAGÓNKA a.s. je strojírenský podnik sídlící v Popradu, který se zabývá především výrobou nákladních železničních vozů. Jde o jednoho z největších evropských výrobců železničních vozů a podvozků. V roce 2019 společnost držela asi 30 % evropského trhu a větší část produkce firmy tvořily intermodální vozy. Majitelem firmy je společnost Optifin Invest podnikatele Alexeje Beljajeva.